# Calcogenur

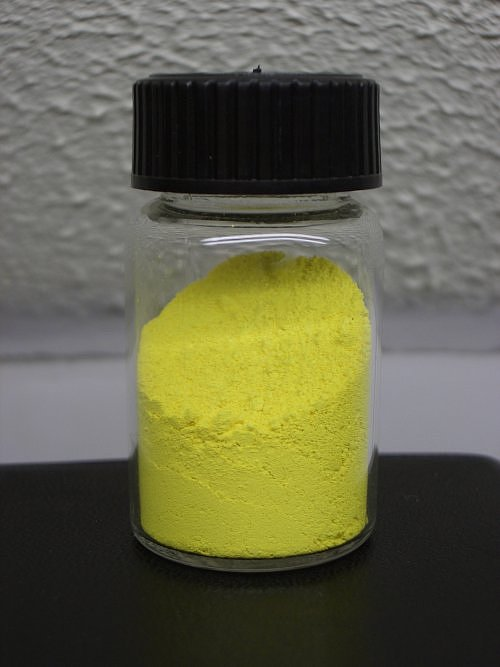
Sulfur de cadmi, un metall propotípic de calcogenur

Un calcogenur, en anglès: chalcogenide, és un compost químic que conté com a mínim un anió calcogen i com a mínim un element electropositiu més. Malgrat que tot el grup de 16 elements de la taula periòdica es defineixen com calcogens, el terme calcogenur molt sovint es reserva per als sulfurs, selenurs i tel·lurs més que no pas pels òxids. Moltes fonts minerals de metall existeixen com calcogenurs. En xerografia s'usen vidres calcogenurs fotoconductors Alguns pigments i catalitzadors també estan basats en calcogenurs. El dicalcogenur metàl·lic disulfur de molibdè és un lubricant sòlid comú.

## Monocalcogenurs
Els monocalcogenurs metàl·lics tenen la fórmula ME, on M = un metall de transició i E = S, Se, Te.
Importants monocalcogenurs inclouen alguns pigments, especialment el sulfur de cadmi. Molts minerals són monosulfurs.

## Dicalcogenurs
Els dicalcogenurs metàl·lics tenen la fórmula ME₂, on M = un metall de transició i E = S, Se, Te.

### La pirita i els disulfurs relacionats
La pirita de ferro normalment es descriu com Fe2+ i l'anió persulfur com S₂2-.

## Tricalcogenurs
Diversos metalls, principalment del grups Ti, V, Cr i Mn, també formen tricalcogenurs. Aquests materials normalment es descriuen com M4+(E₂2-)(E2-) (on E = S, Se, Te). n exemple ben conegut és el triselenur de niobi.